# Wengo
Wengo est une entreprise française de service de mise en relation par téléphone avec des experts. Elle a été fondée en 2008. Son activité initiale était liée à la téléphonie sur internet.

## Histoire
L'histoire de Wengo est étroitement liée à celle de la téléphonie gratuite sur internet dont Skype est l'acteur majeur. 

## Les débuts
À ses débuts, Wengo, alors Wengophone, est un opérateur de téléphonie sur internet. Elle est une filiale du Groupe Neuf Cegetel. Elle propose l'acheminement de communications téléphoniques sur l'Internet, associé ou non à la fourniture d'un numéro de téléphone personnel.
Basée sur une application logicielle dénommée WengoPhone ou sur un adaptateur appelé Wenbox, l'offre d'appel de l'opérateur consiste en des communications illimitées, vers les numéros géographiques traditionnels français, pour un coût forfaitaire de 7 euros par mois. Des recharges nommées Wengo's permettent d'alimenter un compte prépayé, et d'accéder ainsi à des services additionnels, tels que l'accès aux numéros exclus de l'offre précitée, ou l'envoi de SMS. Le logiciel libre WengoPhone était publié sous licence GNU GPL sur le site OpenWengo, et son exploitation se fait désormais sous la marque QuteCom.

## Depuis 2008
Depuis 2008, le métier de Wengo n'est plus lié au marché Telecom, mais à la mise en relation de particuliers ou entreprises avec des experts dans différents secteurs d'activité.
La mise en relation se fait à distance (par téléphone, chat ou écrit) moyennant un prix à la minute assurant une rémunération pour l'expert et une commission pour Wengo, et aussi sous forme de prise de rendez-vous avec des artisans sur HabitatPresto, avec des médecins via SansRdv (renommé RDVMédicaux) ou encore avec des enseignants via Bordas.com.
Wengo est a été une filiale du Groupe Vivendi avant d'en sortir en 2019.
Wengo a réalisé 8 acquisitions : Astrocenter (2010), Newgora (2011), Juritravail (2012), Net-iris (2012), HabitatPresto (2013), Bordas.com (2014), SansRDV.com (2014), SoTravo (2015).
Wengo a revendu RDVMédicaux à Cegedim en 2019 et Juritravail à Groupama Protection Juridique en 2021. Le site Net-Iris a fermé en 2022.

## Faits marquants de la société
- 2021
  - Janvier : Juritravail est vendu à Groupama Protection Juridique[2]

- 2019
  - Février : Les dirigeants de MyBestPro) rachètent les parts de Vivendi et reprennent leur indépendance (source : CFNEWS 25/02/19)

- 2015
  - Décembre : MyBestPro fait l'acquisition de SoTravo (source : ZoneBourse 22/12/15)
  - Juin : Wengo annonce le lancement de MyBestPro, marque ombrelle pour toutes les activités du Groupe ex-Wengo (cf. http://www.mybestpro.com)

- 2014
  - Novembre : Wengo annonce un volume d'affaires de 40 millions d'euros répartis dans 9 pays
  - Octobre : lancement de Wengo en Grèce (http://www.wengo.gr)
  - Septembre : lancement de Wengo en Allemagne (http://www.wengo.de)
  - Août : le site SansRDV.com change de nom et devient RDVmedicaux.com (https://www.rdvmedicaux.com)
  - Juillet : lancement du service Wengo en Turquie : http://www.wengo.com.tr
  - Mai : Wengo lance myBestPro.com, service qui propose de choisir un professionnel (27.806 pros) grâce aux avis de leurs clients (475.000 avis publiés).
  - Mars : Wengo acquiert la société SansRDV.com, leader de la prise de rendez-vous avec des médecins (cf. header sur site Wengo.fr).
  - Janvier : Wengo acquiert Bordas.com, activité de soutien scolaire à domicile des Éditions Bordas[3]
- 2013
  - Avril : Wengo lance son site en version italienne
  - Février : Wengo annonce l'acquisition de la société  DevisPresto et 30 M€ d'activité en 2012[4]
  - Janvier : Wengo ouvre sa filiale à São Paulo pour adresser le marché brésilien

- 2012 :
  - Septembre : Wengo permet désormais aux experts de proposer des rendez-vous physiques avec les clients (en Cabinet ou à domicile) et non plus uniquement à distance (par téléphone, tchat ou écrit).
  - Juillet : Wengo fait l'acquisition de la société Net-iris, forum juridique disposant d'une audience de 1,448 million de visites enregistrées en juin 2012 (sources : Google Analytics via le Qui sommes-nous de Net-iris).
  - Juin : Wengo est classé 24e site ecommerce en France selon eCommerce Magazine[5])
  - Mai : Wengo acquiert le portail juridique JuriTravail.com[6]
  - Avril : les experts peuvent désormais vendre des documents (ex: lettres types, contrats, etc.) depuis leur page expert
  - Mars : lancement de la consultation d'experts par Tchat, en complément du téléphone et des questions par écrit.

- 2011 :
  - Novembre : les experts Wengo répondent aussi aux questions par écrit moyennant rémunération (en plus des consultations par téléphone)
  - Juillet : Lancement de l'Appli iPhone disponible sur l'App Store d'Apple
  - Juin : Wengo rachète la plateforme d'affiliation Newgora/GoraCash
  - Mai : Le nombre d'appels cumulés via Wengo dépasse 1.000.000 d'appels depuis la création de Wengo Place de Marché en 2007[7]
  - Avril : Le Groupe Wengo lance une activité destinée aux Entreprises baptisée Wengo Entreprises[8], deux services sont proposés : assistance juridique pour dirigeants de TPE/PME et Cellule d'écoute psychologie pour les salariés des grandes entreprises.
  - Février : des médecins sont disponibles par téléphone via Wengo Santé[9].

- 2010 :
  - Septembre : les 1500 experts Wengo disposent désormais d'un blog disponible à partir de leur page expert.
  - Juin : en partenariat avec la société Acadomia, Wengo propose une solution de cours de langue à distance (webcam ou téléphone) baptisée Acadomia Online
  - Avril : Wengo rachète la société  Astrocenter Europe et la chaîne Astrocenter_TV
  - Janvier : Ouverture au contenu généré par les utilisateurs avec la mise en ligne d'un forum Juridique.
  - Arrêt du service de VOIP par abonnement Wengophone qu'elle assurait jusque-là. Le nom de domaine www.wengophone.fr est placé en rédemption par l'Afnic. Wengo continue toutefois les prélèvements automatiques.

- 2009 :
  - Ouverture en Espagne et au Portugal[10].
  - L'objectif de volume d'affaires pour l'année 2009 est de 8 millions d'euros selon le communiqué de presse du 10 juin 2009[11]
  - En partenariat avec Universal Music, lancement d'un service de conseil musical appelé MyMusic-Pro.

- 2008 : 
  - Wengo revendique une force de 1 500 experts, dont 850 experts actifs générant un revenu moyen de 500€ par mois.
  - Le volume d'affaires annoncé est de 2 millions d'euros avec 50 000 appels effectués[12]

- 2007 : Mise en ligne du nouveau site Wengo.fr proposant des conseils d'experts par téléphone dans les catégories Juridique, Enseignement, Bien-être, Psychologie, Business, Finance, Voyance, Loisir, Shopping, Informatique. Ce service a été lancé en mars 2007 par l'équipe qui avait créé le WengoPhone (outil de téléphone VOIP en mode open source).

- 2006 : Le logiciel Wengophone est disponible et une version basée sur open wengo est développée sous le nom de QuteCom.

## Actionnariat
- Impala Interactive
- Associés